# Matsushigate
Matsushigate（マツシゲート）は、徳島県板野郡松茂町の松茂運動公園にある交流拠点施設。

## 概要
2021年（令和3年）5月6日に松茂運動公園内に開業。施設の名称は公募及び住民投票により決定された。

## 施設
- コミュニティスペース
- キッチンスタジオ
- コワーキングスペース
- 売店
- ファブスペース
- 会議スペース・会議室
- 屋上デッキ
- キャンピングカーの貸し出しサービス[4]

## 基礎データ
- 営業時間：9時 - 20時
- 休業日：12月30日-1月4日
- 入館料：無料

## ギャラリー

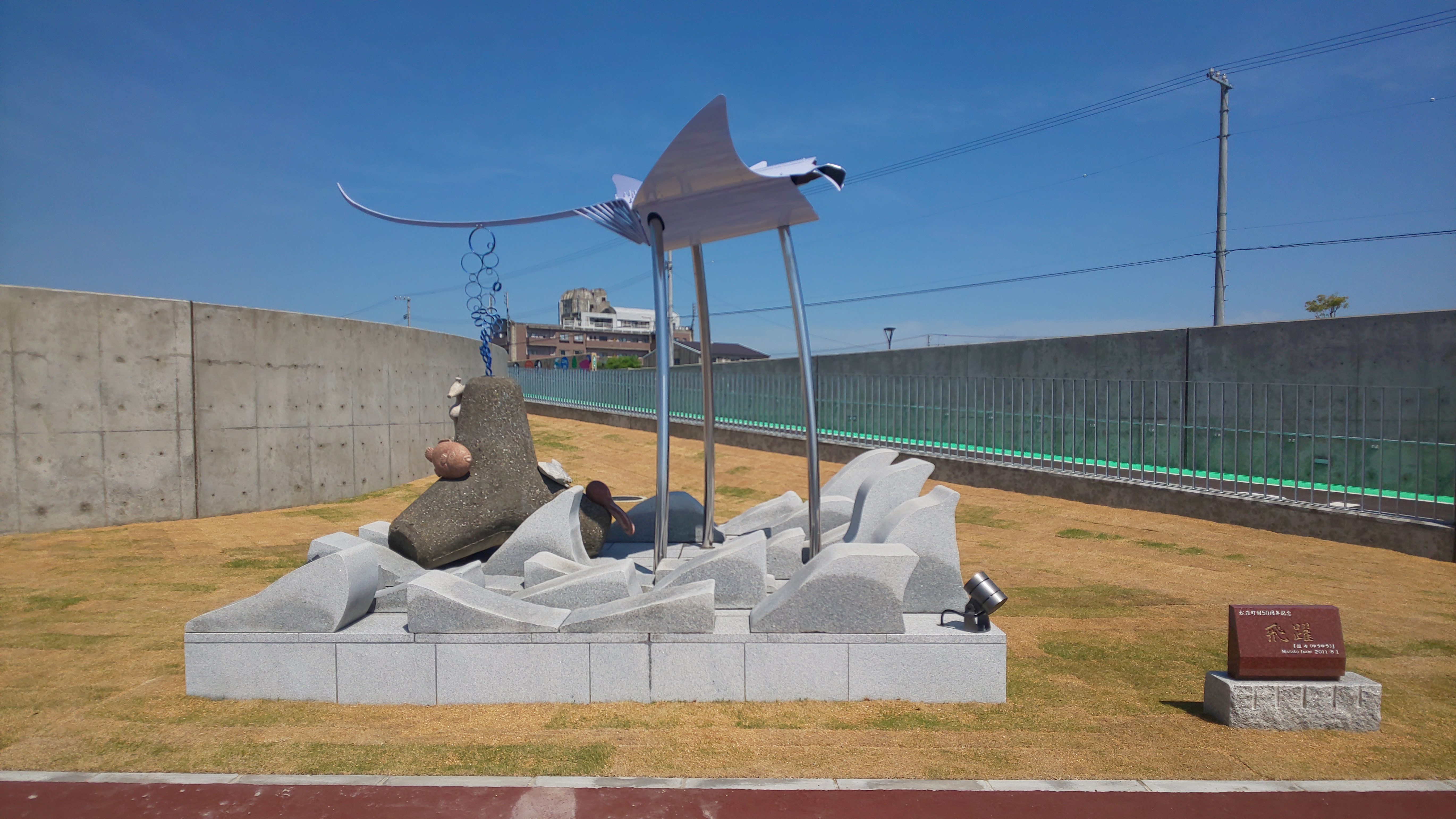
Matsushigateの正門にあるモニュメント
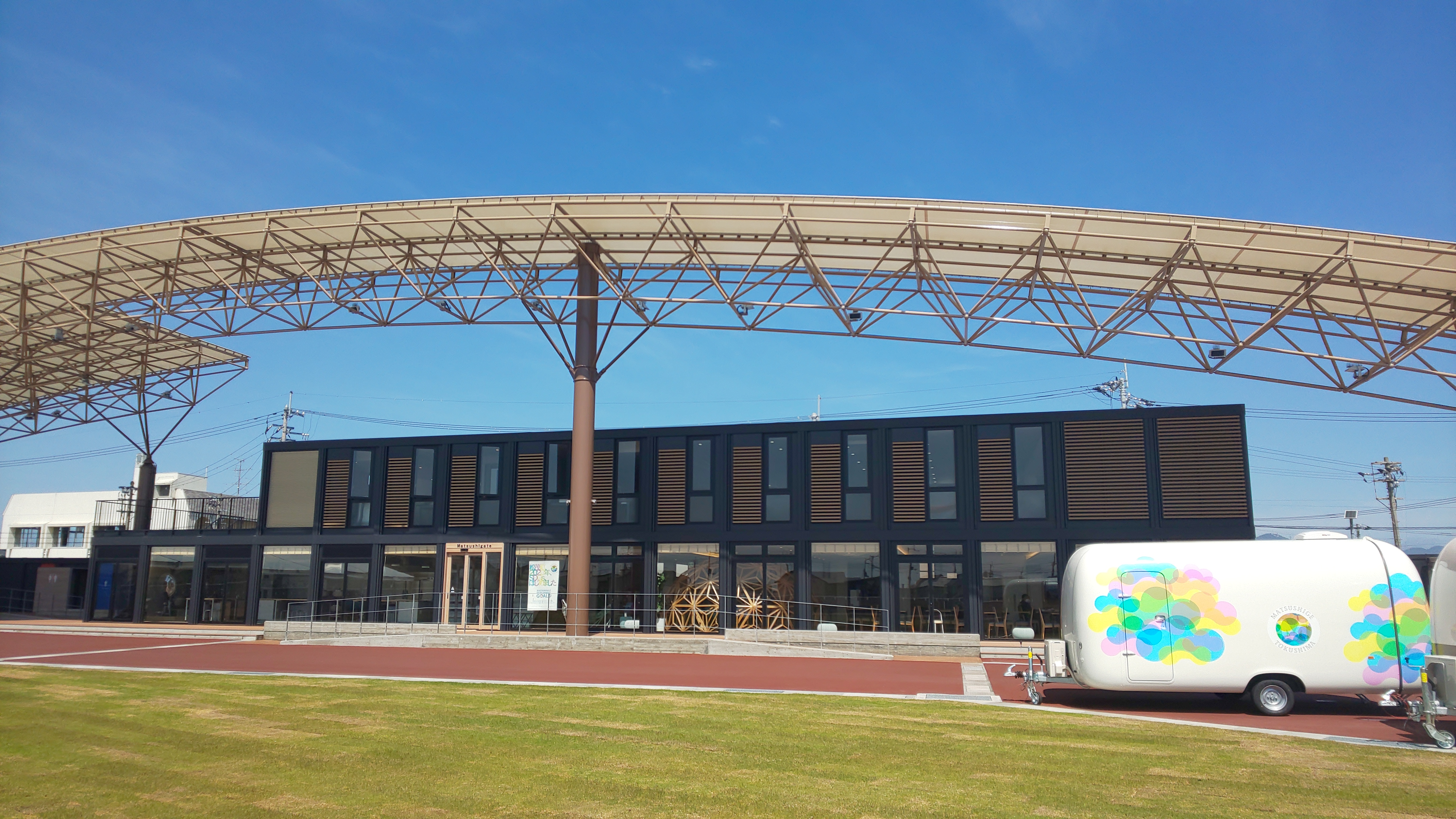
Matsushigate建物正面
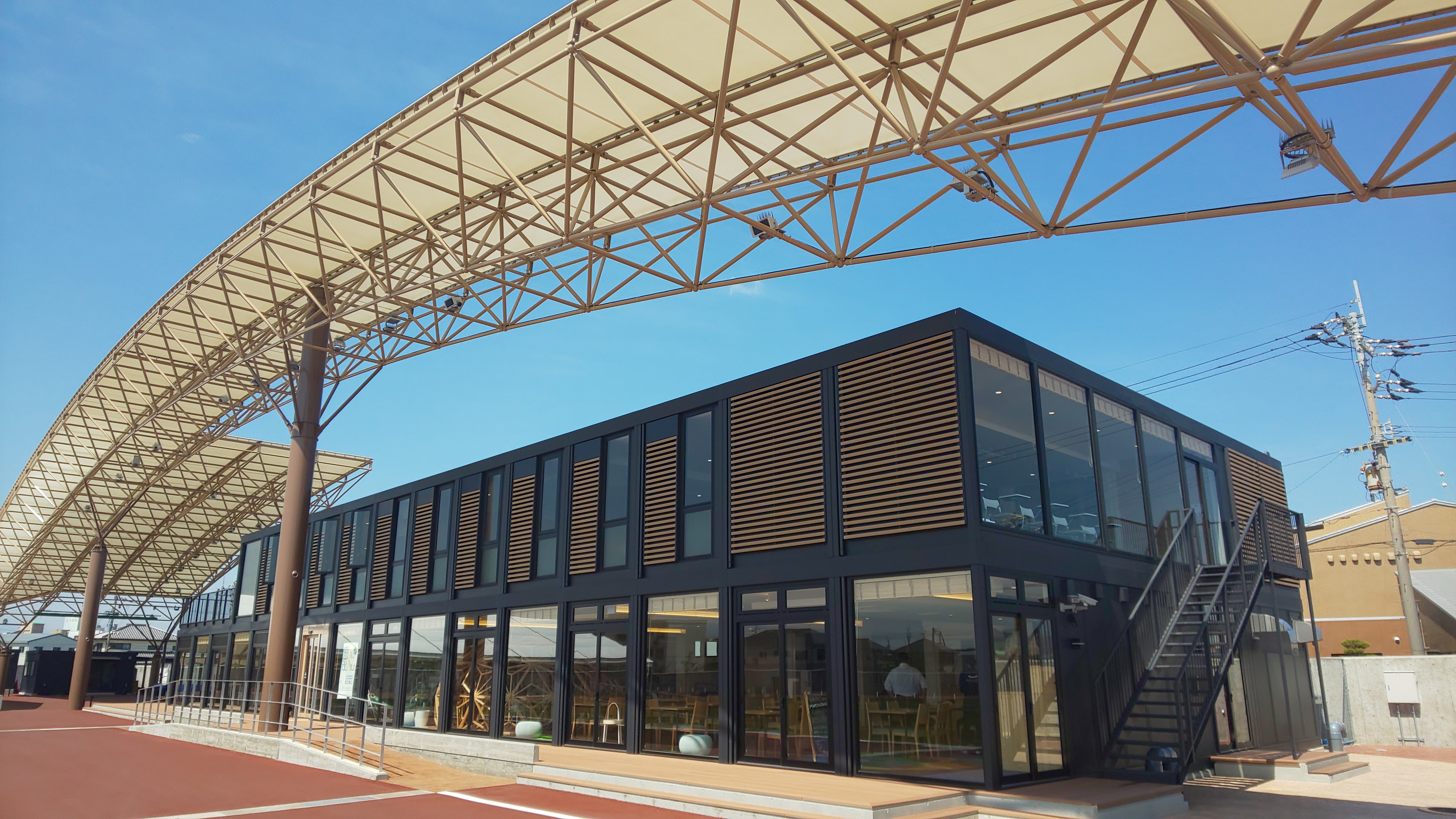
Matsushigate施設右側面
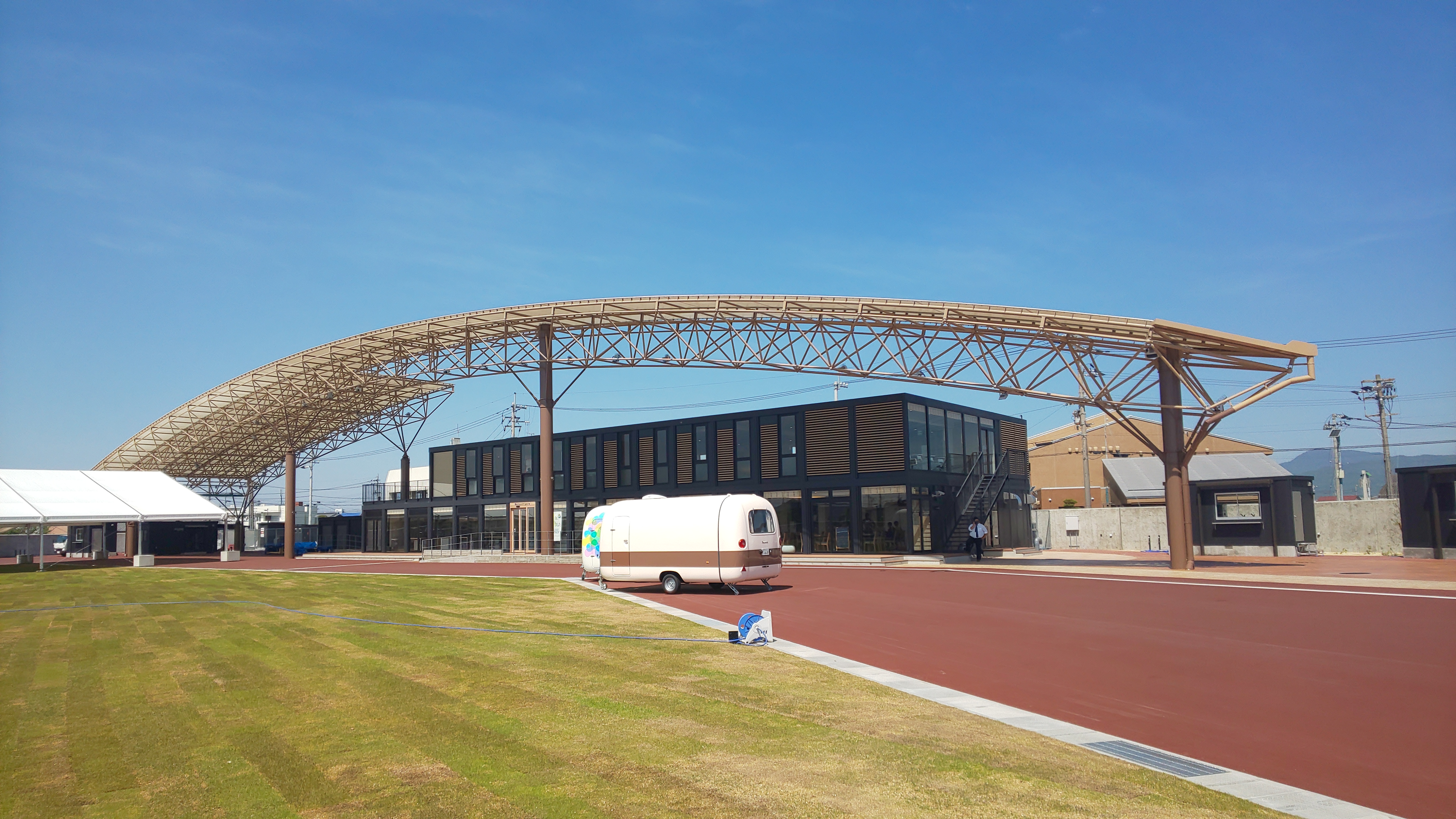
Matsushigate建物全体の様子
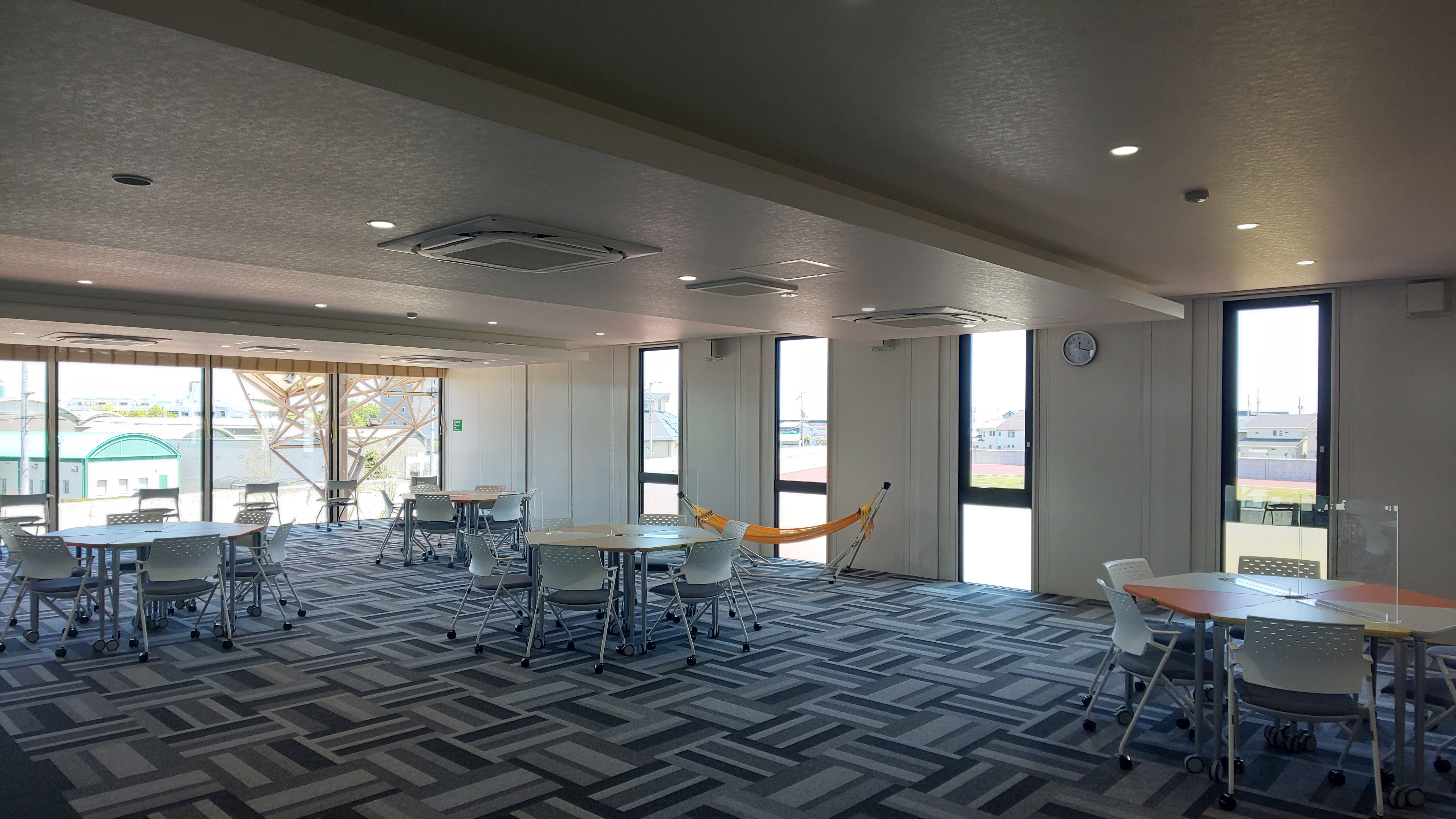
Matsushigate2階・コワーキングスペース
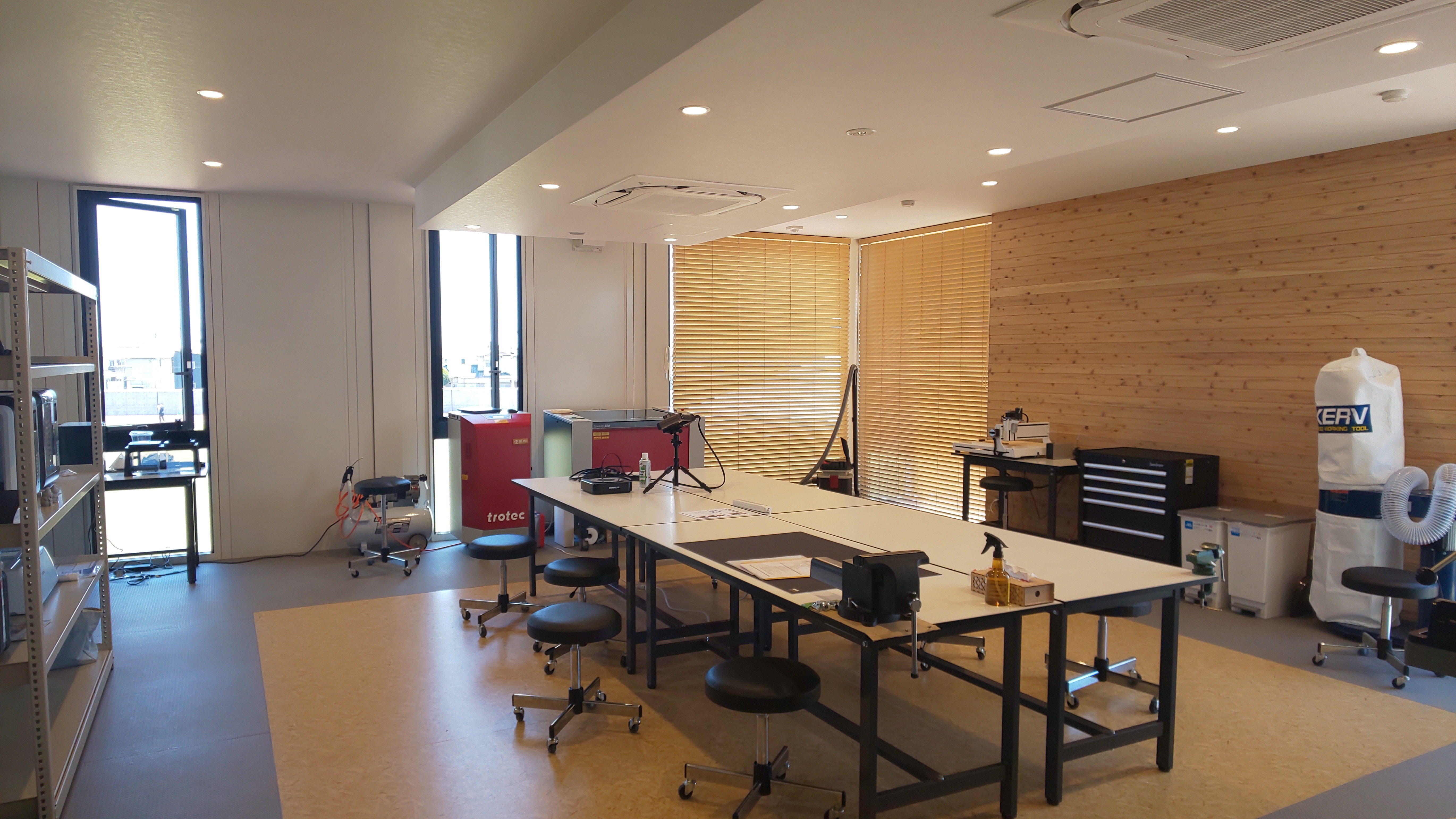
Matsushigate2階・ファブスペース入室口からの様子
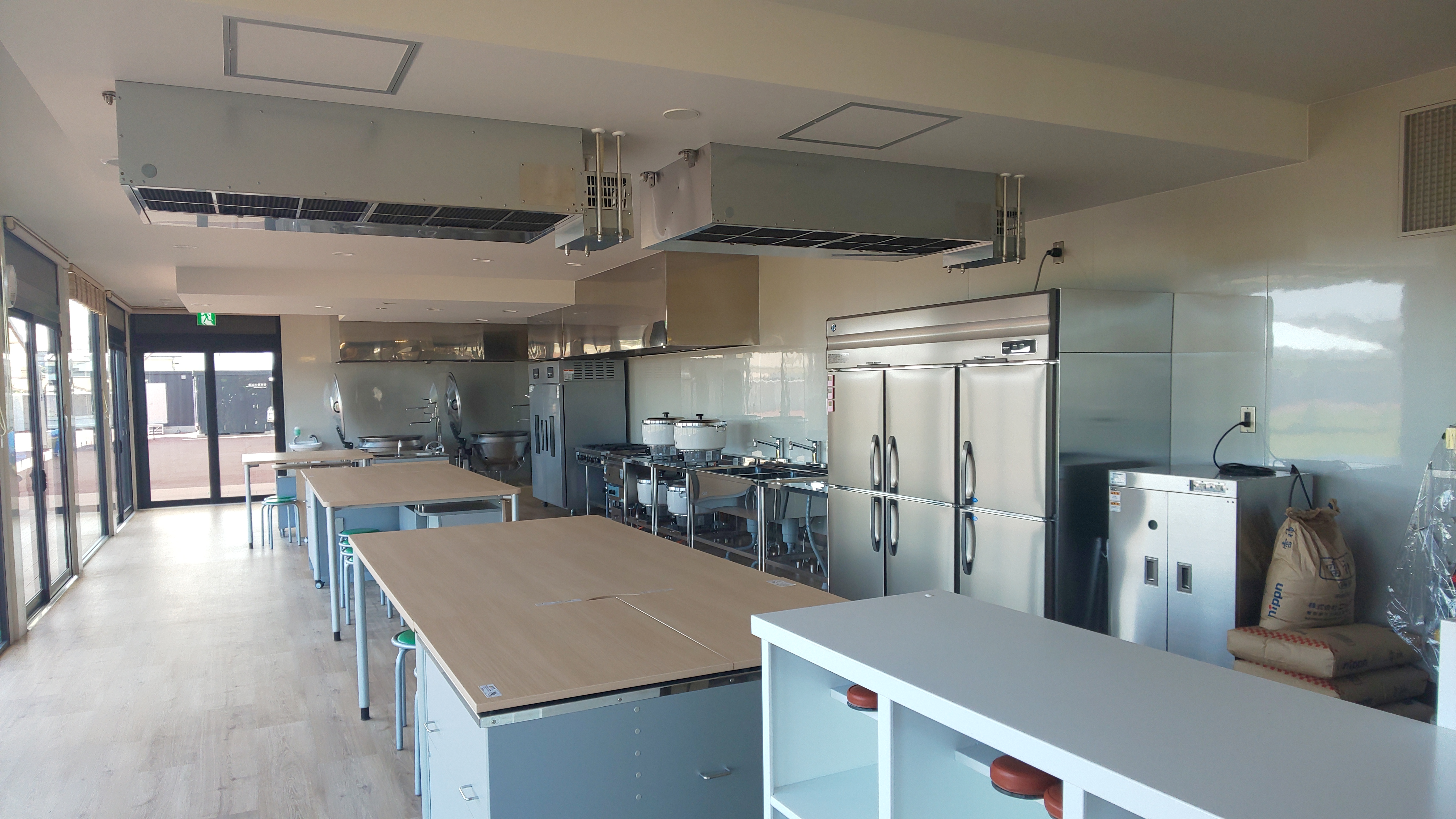
Matsushigate1階・キッチンスタジオ

## メディア
- YouTube『エガちゃんねる』（2024年4月19日） - 月見ヶ丘海浜公園にいた高校生の紹介で江頭2:50が当施設を訪問。松茂係長と共演。

## 周辺施設
- 松茂町歴史民俗資料館・人形浄瑠璃芝居資料館
- 松茂町立図書館
- 老人福祉センター松鶴苑

## 交通
- 徳島自動車道「松茂スマートインターチェンジ」より車で約10分。
- JR「徳島駅」より車で約20分。